# Vlajka Louisiany

Louisianská vlajka
Poměr stran: 7:11

Vlajka Louisiany, jednoho z federálních států USA, je tvořena motivem ze státní pečetě Louisiany na tmavěmodrém listu, o poměru stran 7:11. Motivem je bílý pelikán s šedě-oranžovým zobákem, žluto-oranžovým peřím na hlavě a hnědou kresbou per na křídlech, s roztaženými křídly a skloněnou hlavou, hledící heraldicky vlevo a sedící na nad žluto-hnědým hnízdem s hnědým vnitřkem a s třemi bílými mláďaty s oranžovými zobáky. Na hrudi pelikána jsou tři červené kapky krve. Pod hnízdem je bílá, šedě stínovaná stuha s modrým anglickým mottem UNION JUSTICE CONFIDENCE (česky Jednota, spravedlnost, důvěra).
Středem emblému je trojúhelník tvořený kapkami krve, nejvyšší bod hlavy pelikána je ve vzdálenosti 5,25 šířky vlajky od spodního okraje a šířka emblému je 6/11 délky vlajky.
Barvy jsou definovány třinácti odstíny Pantone:
- bílá
- černá
- studená šedá 8C (pelikán)
- studená šedá 11C (stíny)
- světle žlutá 109C (peří na hlavě pelikána)
- tmavě hnědá 497C (kresba per, vnitřek hnízda)
- čokoládově hnědá 724C (hnízdo)
- žlutohnědá 721C (hnízdo)
- zlatě žlutohnědá 142C (hnízdo)
- červená 485C (kapky krve)
- oranžová 716C (zobáky)
- ohnivě oranžová 146C (peří na hlavě a kresba per pelikána)
- tmavě modrá 295C (list, motto)

Motto na stuze je napsáno fontem AgaramondPro-Bold (OpenType).
Historie pelikána na vlajce Louisiany sahá do středověku, kdy lidé věřili, že pelikáni krmí svá mláďata vlastní krví, v současnosti symbolizují kapky odhodlání státu obětovat se pro své občany.

## Historie

Louisianská vlajka (1912–2006) Poměr stran: 2:3
Prozatímní Louisianská vlajka (2006–2010) Poměr stran: 2:3

Současná vlajka byla schválena na zasedání Sněmovny 22. listopadu 2010 zákonem č. 92, podaným 25. května 2006  poslancem Damonem Baldonem (demokrat za okrsek Houma). Téhož dne byla vlajka poprvé užita – stalo se tak v hlavním městě Louisiany, v Baton Rouge, při obřadu přísahy dvou nastupujících státních úředníkú:
- Jaye Dardeneho, dosavadního státního tajemníka, který nastupoval do funkce zástupce guvernéra
- Toma Schedlera, zástupce tajemníka, který nastupoval do funkce tajemníka

Důvodem změny byl výzkum studenta Josepha Louviera z Houmy, který zjistil, že dosavadní znak (pečeť, a tím i vlajka) s pelikánem nezobrazuje, na rozdíl od historické tradice, ptáka, drásajícího si svou hruď.